# الربع (تعز)
الربع هي إحدى قرى الجمهورية اليمنية. وهي تتبع جغرافيًا لمحافظة تعز. وإداريًا لمديرية مقبنة. يبلغ تعداد سكانها 4140 نسمة حسب الإحصاء الذي جرى عام 2004.